# Николай Булганин
Никола̀й Алекса̀ндрович Булга̀нин (на руски: Никола̀й Алекса̀ндрович Булга̀нин) е съветски политически и военен деец, маршал на Съветския съюз.

## Биография
Съгласно официалната му биография, Булганин е роден на 11 юни 1885 г., в семейство на военнослужещ. Учи в реално училище. От 1918 г. е в органите на ВЧК (на руски: Всероссийская чрезвычайная комиссия), като оглавява Нижегородската ЧК, отговаряща за железопътната линия. В периода 1922 – 1927 г. е във Висшия съвет на народното стопанство (на руски: Высший совет народного хозяйства, съкр. ВСНХ). Председател на Московския съвет (1931 – 1937), председател на Съвета на народните комисари (на руски: Совнарком) на РСФСР (1937 – 1938), оглавява управлението на Държавната банка (на руски: Госбанка) на СССР (1938 – 1940).
По време на Втората световна война е член на военни съвети на различни армии и фронтове, от 1944 г. е член на Държавния комитет по отбраната, а от 1945 – на Ставката на Върховното главнокомандване. От 1947 до 1949 г. е министър на Въоръжените сили на СССР, като му е присвоено званието маршал на Съветския съюз (3 ноември 1947 г.). Назначаването на Булганин, цивилен и политически деец, който никога не е командвал войски, вероятно е свързано със стремежа на Йосиф Сталин да запази контрола си върху армията в следвоенния период и да избегне назначаването на популярни военачалници. От 1 февруари 1948 г. Булганин също така става член на Политбюро на ЦК на КПСС.
В периода 1949 – 1953 г. Булганин остава единствен заместник-председател на Съвета на министрите на СССР, а след смъртта на Сталин, през март 1953 г., Военното и Военноморското министерства на страната са обединени в Министерство на отбраната, което отново е оглавено от Булганин.
През 1955 г., с усилването на политическата роля на Никита Хрушчов, Булганин сменя Георгий Маленков на поста председател на Съвета на министрите на СССР. Министър на отбраната става Георгий Жуков.
Като министър-председател на СССР, Булганин (заедно с Хрушчов) извършва редица важни официални визити: в Югославия (където се постига помирение на съветското ръководство с Йосип Броз Тито), Индия и Великобритания.
След това, с окончателното утвърждаване на политическите позиции на Хрушчов (победата над „антипартийната групировка“ през 1957 г.), през март 1958 г., при изтичането на пълномощията на Върховния съвет на СССР, Булганин не е преизбран на поста председател на Съвета на министрите. Вместо него, по предложение на Климент Ворошилов, е избран самия Хрушчов. Булганин е назначен за ръководител на Държавната банка на страната. През септември същата година Булганин е изключен от Политбюро, а на 26 ноември е лишен от маршалско звание, понижен до генерал-полковник и изпратен в оставка. Изпратен е на фактическо заточение в Ставропол, където е назначен за председател на местния совнархоз. От 1960 г. Булганин излиза в пенсия. Погребан е на Новодевичето гробище в Москва.

## Награди
- Герой на социалистическия труд (1955 г.)
- Два ордена „Ленин“ (1931 и 1955 г.)
- Орден „Червено знаме“ (1943 г.)
- Орден „Суворов“ – I степен (1945 г.)
- Орден „Суворов“ – II степен (1943 г.)
- Два ордена „Кутузов“ – I степен (1943 и 1944 г.)
- Два ордена „Червена звезда“ (1935 и 1953 г.)
- Тувински Орден на Републиката (1942 г.)
- 9 медала на СССР
- 7 ордена на други държави